# Promethean: The Created
Cet article possède des paronymes, voir Promethea, Prométhée, Promethee, Promethei, Promethes, Prometheus et Prométhium.
Promethean: The Created est un jeu de rôle publié en août 2006 par White Wolf et faisant partie de l'univers de la deuxième version du Monde des Ténèbres, aussi appelé Monde des Ténèbres 2. Le jeu est inspiré par les histoires classiques du monstre de Frankenstein, du Golem et d'autres simulacres de ce type.
Les personnages sont des individus créés après le démembrement et la reconstitution de cadavres pour former un corps humain, que l'on anime ensuite avec le Pyros, le Feu Divin. La création en résultant est connue en tant que Prométhéen. Animés par le Feu Divin, mais dépourvus d'âme, les Prométhéens cherchent le plus grand prix qu'ils connaissent : l'Humanité.
Les Prométhéens n'ont pas d'équivalent direct dans le Monde des Ténèbres original (bien que la créature de Frankenstein y existe, ainsi que la capacité à créer un tel être ; il s'agit du fruit des expériences des Fils de l'Ether), mais des éléments du jeu rappellent des éléments de ces précédents jeux, notamment Wraith: le Néant ou Momie: la Résurrection.